# 卡普斯韦尔
卡普斯韦尔是德国莱茵兰-普法尔茨州的一个市镇。总面积8.27平方公里，总人口1020人，其中男性527人，女性493人（2011年12月31日），人口密度123人/平方公里。